# Кривое (Скалатская городская община)
Кривое (укр. Криве) — село в Скалатской городской общине Тернопольского района Тернопольской области Украины.
До 2020 года входило в Подволочисский район.
Население по переписи 2001 года составляло 769 человек. Почтовый индекс — 47872. Телефонный код — 3543.

## Известные уроженцы
- Бучинский, Мелитон Осипович (1847—1903) — фольклорист, этнограф.